# یواس‌اس وستمورلند (ای‌پی‌ای-۱۰۴)

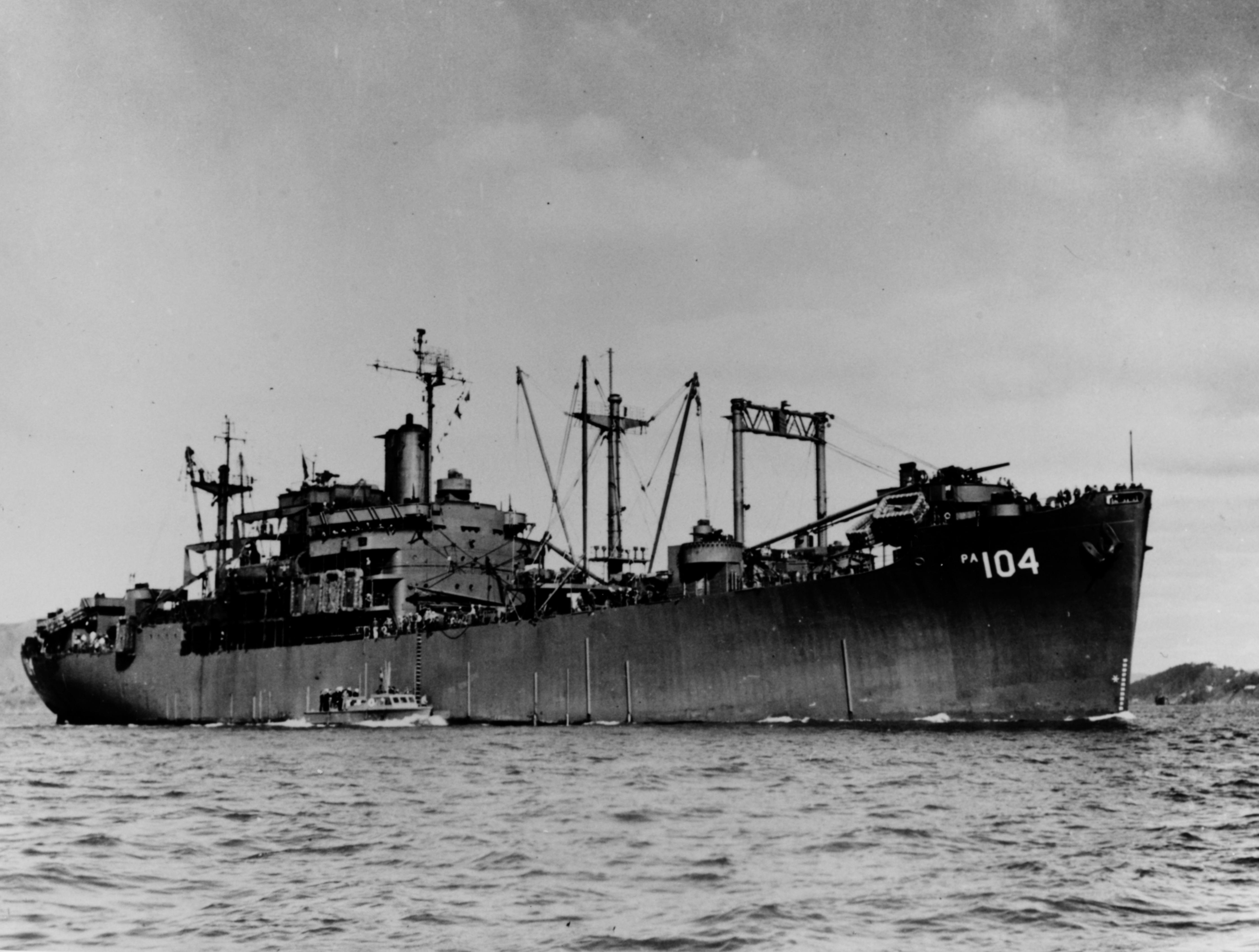
یواس‌اس وستمورلند (ای‌پی‌ای-۱۰۴)

یواس‌اس وستمورلند (ای‌پی‌ای-۱۰۴) (به انگلیسی: USS Westmoreland (APA-104)) یک کشتی بود که طول آن ۴۹۲ فوت (۱۵۰ متر) بود. این کشتی در سال ۱۹۴۴ ساخته شد.